# 佩氏鱗尾松鼠
佩氏鱗尾松鼠是鱗尾松鼠屬的一種。牠們分佈在科特迪瓦、加納及利比里亞。牠們棲息在亞熱帶或熱帶的低地森林。牠們的生存受到失去棲息地的威脅。